# Karl Landolt
Karl Landolt (* 20. März 1925 in Zürich; † 17. Dezember 2009 in Stäfa) war ein Schweizer Maler, Grafiker, Zeichenlehrer, Holzschneider und Lithograf.

## Leben und Werk
Karl Landolt absolvierte im väterlichen Geschäft eine Bäckerlehre. Anschliessend besuchte er die Kunstgewerbeschule Zürich und wurde u. a. von Ernst Gubler und Heinrich Müller unterrichtet. Nach einem Studienaufenthalt in Paris arbeitete er mehrere Jahre im Geschäft seines Vaters, bis er sich schliesslich als Maler selbstständig machte. In der Folge unterrichtete er als Fachlehrer für Zeichnen an der Kantonsschule Winterthur. Landolt war verheiratet und hatte fünf Kinder.
Landolt war ein Schüler von Albert Pfister und Mitglied der Sektion Zürich der Gesellschaft Schweizerischer Maler, Bildhauer und Architekten (GSAMBA) sowie der Vereinigung Schweizerischer Holzschneider XYLON. Er erhielt 1951 ein Eidgenössisches Kunststipendium und 1965 den Conrad-Ferdinand-Meyer-Preis.
Seine Werke stellte er u. a. in Gruppenausstellungen im Kunsthaus Zürich, in der Kunsthalle Basel, im Kunstmuseum Luzern, im Kunstmuseum Olten sowie mehrmals im Kunstsalon Wolfsberg aus.